# Mezőszentgyörgy
Mezőszentgyörgy is een plaats (község) en gemeente in het Hongaarse comitaat Fejér. Mezőszentgyörgy telt 1376 inwoners (2001).